# Walter Paska
Wolodymyr Walter Paska (* 29. November 1923 in Elizabeth, New Jersey, USA; † 16. August 2008 in Plymouth Meeting, Pennsylvania, USA) war Weihbischof der mit Rom unierten Ukrainischen griechisch-katholischen Kirche in Philadelphia, USA.

## Leben
Walter Paska studierte Katholische Theologie und Philosophie am St. Basil College in Stamford, CO, und in St. Charles Seminary in Catonsville, MD. Am 2. Juni 1947 empfing er in Philadelphia die Priesterweihe für die Erzeparchie Philadelphia der Ukrainische Griechisch-Katholische Kirche. 1952 absolvierte er einen Master-Degree in mittelalterlicher englischen Literatur an der Fordham University. Er war als Seelsorger in verschiedenen Gemeinden tätig. 1963 ernannte ihn Papst Paul VI. zum Monsignore. Von 1969 bis 1971 war er der erste Kanzler und Generalvikar der Eparchie von St. Nikolaus in Chicago. Das Bistum umfasst Indiana, Illinois, Michigan, und alle Staaten westlich des Mississippi River. Zudem lehrte er am St. Basil College in Stamford, CO, und in St. Charles Seminary in Catonsville, MD, wurde 1975 in Kanonischem Recht promoviert und war von 1975 bis 1978 als Professor für Kirchenrecht tätig. Von 1979 bis 1984 war er Rektor des St. Josaphat Seminar in Washington, DC. Von 1992 bis 2001 war er Rektor der Unbefleckten Empfängnis in der Kathedrale von Philadelphia. Er war von 1975 bis 2006 der berufene Vikar und geschäftsführende Direktor der Erzeparchie Philadelphia.
Papst Johannes Paul II. ernannte ihn 1992 zum Titularbischof von Tigillava und bestellte ihn zum Weihbischof in der Erzeparchie Philadelphia. Die Bischofsweihe spendete ihm am 19. März 1992 Erzbischof Stephen Sulyk, der Metropolit der Erzeparchie Philadelphia; Mitkonsekratoren waren Basil Harry Losten, Bischof der Eparchie Stamford, und Innocent Hilarion Lotocky OSBM, Bischof der Eparchie St. Nikolaus in Chicago.
Am 29. November 2000 wurde seinem altersbedingten Rücktrittsgesuch von Papst Johannes Paul II. stattgegeben.